# Lee Chul-seung
Lee Chul-seung (kor. 이철승; ur. 29 czerwca 1972 w Gimcheon) – południowokoreański tenisista stołowy, dwukrotny brązowy medalista igrzysk olimpijskich, medalista mistrzostw świata i igrzysk azjatyckich.
Czterokrotnie wziął udział w letnich igrzyskach olimpijskich. Podczas igrzysk w Barcelonie w 1992 roku zdobył brązowy medal olimpijski w deblu (razem z Kang Hee-chanem). Podczas igrzysk w Atlancie w 1996 roku ponownie zdobył brąz w deblu (w parze z Yoo Nam-kyu), a w singlu był siedemnasty. Na kolejnych igrzyskach, w 2000 roku w Sydney, zajął czwarte miejsce w grze podwójnej i siedemnaste w grze pojedynczej, a w 2004 roku na igrzyskach w Atenach był piąty w deblu.
W latach zdobył cztery brązowe medale mistrzostw świata – w 1995 roku jeden w grze mieszanej (razem z Ryu Ji-hae), a w latach 1995, 1997 i 2001 trzy w grze drużynowej.
W latach 1994–2002 zdobył sześć medali igrzysk azjatyckich (dwa złote i cztery srebrne).